# Giuncugnano
Giuncugnano és una frazione del comune (municipi) de Sillano Giuncugnano, a la província de Lucca, a la regió italiana de la Toscana, situat uns 90 km al nord-oest de Florència i uns 45 km al nord-oest de Lucca.
Va ser un municipi independent fins al 31 de desembre de 2014.

## Evolució demogràfica
| Gràfica d'evolució demogràfica de Giuncugnano entre 1861 i |
|                                                            |
| Font: ISTAT - Elaboració gràfica de Viquipèdia             |